# Jean Daniel Buchinger
Jean Daniel Buchinger (Estrasburgo, 1805 - 1888 ) fue un botánico, y briólogo francés, realizando extensas expediciones botánicas a Francia, Argelia, Etiopía, Senegal, Sudáfrica. Aunque Director inspector de escuelas primarias en el Bajo Rin; y del orfanato de Estrasburgo, fue más conocido por la comunidad científica como botánico, y destacada personalidad en el intercambio franco-alemán de herbarios y de libros de historia natural. La correspondencia de este erudito del siglo XIX en Estrasburgo refleja su papel como intermediario en la ciencia. Y La "Biblioteca Nacional y Universitaria" de Estrasburgo, mantiene más de 15 000 cartas intercambiadas por J.-D. Buchinger.

## Eponimia
Géneros
- (Brassicaceae) Buchingera Boiss. & Hohen.[2]
- (Convolvulaceae) Buchingera F.W.Schultz[3]